# Bill Huck
Bill Huck (ur. 9 marca 1965 w Dreźnie) – niemiecki kolarz torowy reprezentujący NRD, czterokrotny medalista mistrzostw świata.

## Kariera
Pierwszy sukces w karierze Bill Huck osiągnął w 1982 roku, kiedy zdobył srebrny medal w sprincie indywidualnym na mistrzostwach świata juniorów. Pięć lat później taki sam wynik uzyskał w kategorii amatorów na mistrzostwach świata w Wiedniu, gdzie uległ jedynie swemu rodakowi Lutzowi Heßlichowi. W tej samej konkurencji zwyciężył następnie na mistrzostwach świata w Lyonie w 1989 roku i rozgrywanych rok później mistrzostwach w Maebashi. Ponadto podczas mistrzostw świata w Stuttgarcie w 1991 roku wywalczył kolejny srebrny medal, przegrywając tylko z kolejnym Niemcem Jensem Fiedlerem. Wielokrotnie zdobywał medale mistrzostw NRD oraz Niemiec, ale nigdy nie zwyciężył. Nigdy również nie startował na igrzyskach olimpijskich.